# Осовец (крепость)
Кре́пость Осове́ц (пол. Twierdza Osowiec, нем. Festung Ossowitz) — российская опорная крепость, возведённая на реке Бобры у польского местечка Осовице (ныне деревня Осовец-Крепость), в 50 километрах от города Белосток.
Крепость была построена с целью обороны коридора между реками Неман и Висла — Нарев — Буг, с важнейшими стратегическими направлениями Петербург — Берлин (цепь крепостей Ковно — Гродно — Осовец — Зегже (поль.) — Новогеоргиевск — Варшава) и Петербург — Вена. Место строительства оборонительных сооружений было выбрано так, чтобы перекрыть основное магистральное направление вероятного противника на восток. Через крепость проходила железная дорога с севера, от границы с Восточной Пруссией, через Граево на Белосток. Обойти крепость в этой местности было невозможно — на север и на юг располагалась непроходимая болотистая/озёрная местность. Во время Первой мировой войны крепость была осаждена и трижды штурмовалась немецкими войсками, в том числе с применением химического оружия. Русский гарнизон крепости отразил все попытки штурма, выдержал осаду многократно превосходивших войск противника в течение полугода и отошёл лишь по приказу командования после того, как стратегическая целесообразность дальнейшей обороны отпала.

## История строительства

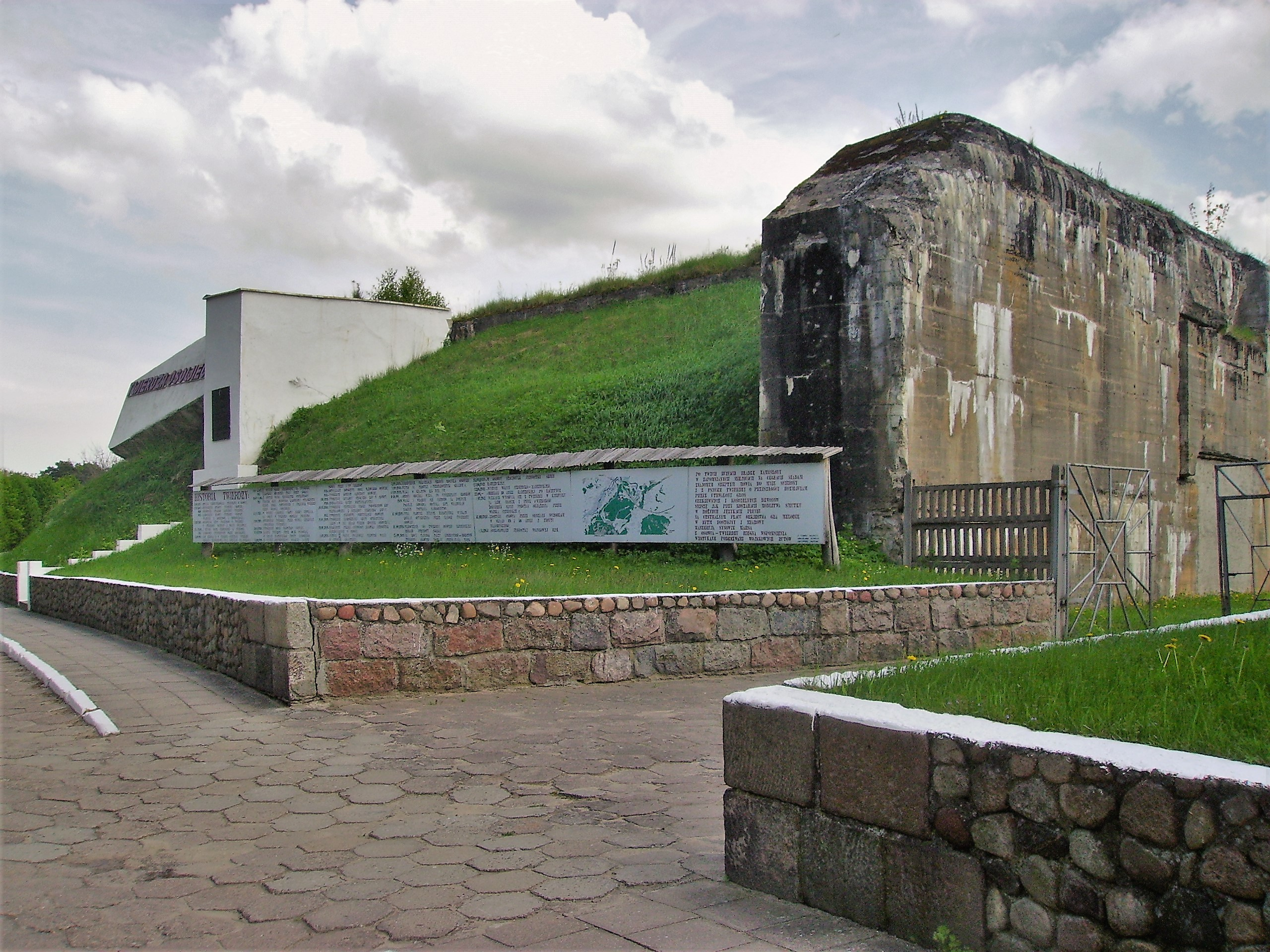
Крепость Осовец. Форт № 1

В настоящее время город Осовец находится на востоке Польши в 50 километрах от города Белосток (с 1795 года эта территория входила в состав Российской империи, с 1918 года Польша обрела независимость). Город разделён на две части рекой Бобры (Biebrza).
После третьего раздела Речи Посполитой, в 1795 году, у местечка Осовице началось возведение оборонительных укреплений. Район имел стратегическое значение, так как именно через Осовице пролегал единственный в этой области путь из Восточной Пруссии во внутренние районы Российской империи.
По планам русского генерального штаба от 1873 года крепость Осовец должна была обеспечить защиту переправы через реку Бобры и транспортный узел Белосток от возможного удара с севера (Восточная Пруссия). Кроме того, она должна была являться восточным опорным пунктом укреплённой линии между реками Нарев и Бобры. Проектными работами руководил талантливый российский инженер-фортификатор генерал Э. И. Тотлебен. В 1877 году, в связи с подготовкой к войне с Турцией, все работы по проектированию были прекращены. Возобновились они в 1882 году, под руководством генерала Р. В. Крассовского. Тогда же началось строительство Центрального форта, или, как он ещё назывался, Форта № 1.
В 1891 году на южном берегу реки Бобры, на расстоянии около 2 километров от железнодорожного моста, возник оборонительный объект в виде неправильного шестиугольника. Площадь укреплённого сооружения составляла около 1 км².
Главные позиции форта располагались на двух валах. Внутренний вал имел высоту 14—16 метров и представлял собой открытые артиллерийские позиции. Внешний вал представлял собою пехотные стрелковые позиции. Толщина валов у основания составляла более 50 метров. Форт был окружён рвом, защищённым капонирами или угловыми огневыми позициями на валах, и заполненным водой с трёх сторон, кроме северной. Северная часть укреплений возвышалась над остальными и была отделена от них невысоким валом, образуя укреплённый редут. С северо-восточной стороны форт был защищён выдвинутым пятиугольным равелином. Во внутреннем дворе форта располагались объекты инфраструктуры: казармы, склады боеприпасов и гарнизонная церковь.
Гарнизон форта состоял из 4 стрелковых рот и артиллерийского полубатальона, имевшего 60 орудий, установленных на валах.
Кроме Центрального речного форта под руководством всё того же генерала Крассовского были построены ещё два форта.
На северном берегу реки Бобры для защиты железнодорожного моста построен форт № 2 с двумя валами в форме пятиконечного люнета размером 400×500 метров, окружённого водяным рвом, защищённого тремя небольшими капонирами по углам фронтовой и фланговых сторон. Во дворе форта располагались укреплённые казармы для 1 стрелковой роты и 1 артиллерийского взвода. Перешеек форта был защищён невысоким земляным валом без боковой защиты.
В 1886 году примерно в 2 км к западу от Центрального форта было начато строительство форта № 3, значительно отличающегося от остальных. Он состоял из одного вала со стрелковыми и артиллерийскими позициями. Окружающий форт сухой ров защищался внутренними капонирами. Форт № 3 ещё назывался «Шведским», поскольку возводился вблизи перехода через реку, наведённого здесь Карлом XII в 1708 г., защита которого была его основной функцией. Позже форт № 3 был соединён с фортом № 1 двумя земляными валами высотой 3 метра и рвом шириной 20—30 метров.
В результате в середине местечка Осовец возник укреплённый район, внутри которого находились главные склады боеприпасов и провианта, казармы, госпиталь, ружейные мастерские, кладбище.
После 1885 года европейские армии постепенно перешли на высокоэффективные артиллерийские боеприпасы, которые обесценили существовавшие к тому времени крепостные сооружения. По этой причине военное министерство Российской империи приняло план по повышению обороноспособности всех крепостей и по строительству новых. Кирпичные стены были укреплены бетонными толщиной до 2 метров на песчаной подушке глубиной более 1 метра. Строительство всех новых сооружений велось исключительно из бетона.
В 1891 году было начато строительство ещё одного крепостного объекта в 3 километрах к западу от форта № 3. По проекту инженера Н. А. Буйницкого, с использованием рельефа местности, здесь был возведён железобетонный объект — форт № 4, или «Новый форт». Он был окружён плоским и сильно расчленённым земляным валом со стрелковыми позициями и глубоким сухим рвом. С запада ров был заполнен водой. Внутри форта находились бетонные казармы с глубокими подвалами со сводчатыми перекрытиями, где располагались укрытия и склады боеприпасов.
Коммуникации между фортами № 3 и № 4 с южной стороны прикрывалось земляным объектом сложной формы, так называемым редутом Ломжа.
После 1900 года к северу от железной дороги, а также у шоссейного моста были сооружены бетонные защитные укрепления, был усилен бетоном и Центральный форт № 1. На его валах и внутри них сооружена система переходов, которая была соединена с остальными частями форта подземными галереями. Эти галереи, ведущие со двора к низкому валу и капонирам, одновременно представляли собой стрелковые позиции для фланговой защиты низкого вала и подходов к нему. Для фланговой защиты главного рва были построены новые капониры, а существующие были переоборудованы. Все капониры были оборудованы электростанциями, питающими дуговые прожекторы для освещения рва.
После 1903 года решением Военного министерства России при крепости было создано специальное воздухоплавательное формирование (отделение, позже Осовецкая крепостная воздухоплавательная рота) для использования воздушных (привязных) шаров в крепостной артиллерии и для воздушной разведки (наблюдения).
После 1905 года форт № 2 и укрепление у железнодорожного моста были соединены водным рвом и валом с бетонными казематами.
Как результат опыта русско-японской войны 1904—1905 годов и экспериментов, проведённых в 1908 году, дальнейшее строительство крепости велось с использованием железобетона и бронедеталей, которые в то время стали применяться в российском крепостном строительстве в крепости Кронштадт.
Генерал-лейтенант Н. А. Буйницкий предложил строительство современной укреплённой группы в 4 километрах восточнее основной крепости. Она должна была состоять из двух фортов треугольной формы и укреплённых позиций для двух батарей гаубиц калибра 152 миллиметров. Из-за военной угрозы и нехватки средств этот проект так и не был осуществлён.

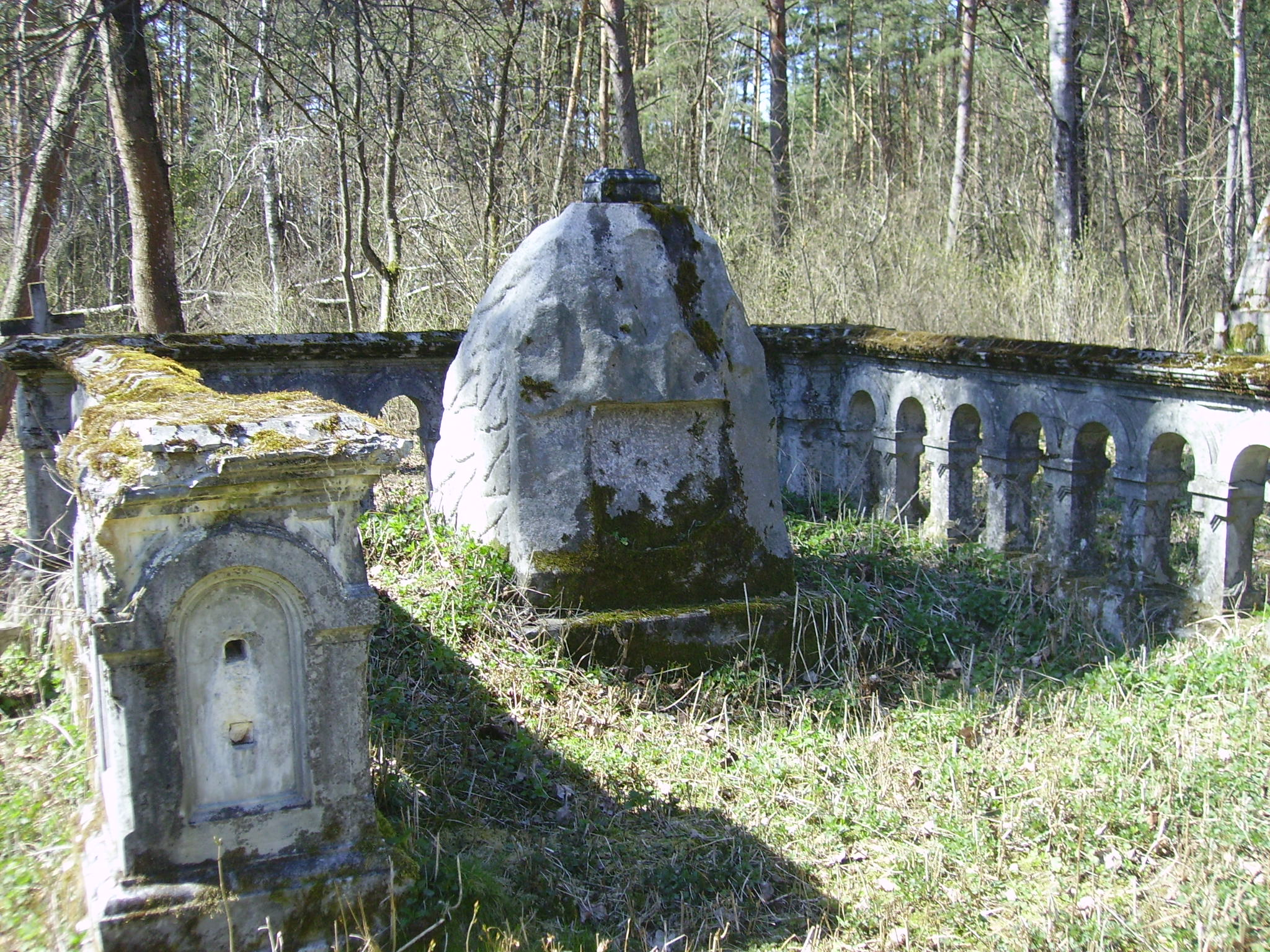
Осовец. 3-й форт

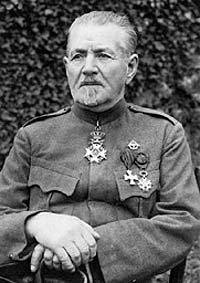
Генерал-лейтенант Николай Александрович Бржозовский

В 1912—1914 годах на южном берегу реки Бобры, к северо-востоку от форта № 1 на Скобелевском холме была построена ещё одна новая, современная укреплённая позиция. Вершина холма была укреплена стрелковыми позициями с мощными железобетонными укрытиями, рассчитанными на пехотную роту, оборудованными двумя наблюдательными бронеколпаками. В северной части располагалась батарея полевой артиллерии, в центре был построен единственный тогда в России бронированный артиллерийский ДОТ. Он был оборудован броневой башней системы «Gallopin» производства фирмы «Schneider-Creusot» под орудие калибра 152 мм. Такие башни широко применялись в крепостях Верден, Туль, Эпиналь и Бельфор. Недалеко от ДОТа был построен склад боеприпасов, рассчитанный на 2000 зарядов.
По причине недостаточного финансирования к 1914 году строительство объекта было не закончено. В результате этого в ходе Первой мировой войны форт служил в качестве вспомогательного объекта.

## Гарнизон и вооружение
К началу Первой мировой войны гарнизон крепости возглавлял генерал-лейтенант Карл-Август Шульман. В январе 1915 года его заменил генерал-майор Николай Бржозовский, который командовал крепостью до конца активных действий гарнизона в августе 1915 года.
Гарнизон крепости состоял из двух артиллерийских батальонов, сапёрного подразделения и подразделений обеспечения. На начало 1915 года в крепости располагались 8 дружин и несколько рот ратников Государственного ополчения, кавалерийский полк, запасный батальон, несколько сотен пограничной стражи.
На вооружении гарнизона состояли 200 орудий калибра от 57 до 203 миллиметров. На начало 1915 года в крепости было 69 тяжёлых орудий. Часть этих орудий помещалась в шести бетонных батареях; остальные же были расположены в земляных батареях, имея блиндажи и козырьки для укрытия расчётов от осколков и пуль; одно тяжёлое орудие находилось в башне на Скобелевой горе.
Пехота оборонявших крепость частей была вооружена винтовками, ручными пулемётами системы Мадсена образца 1902 и 1903 годов, станковыми пулемётами системы Максима образца 1902 и 1910 годов, а также картечницами системы Гатлинга.

## Оборона крепости в ходе Первой мировой войны

### Первый штурм — сентябрь 1914 года

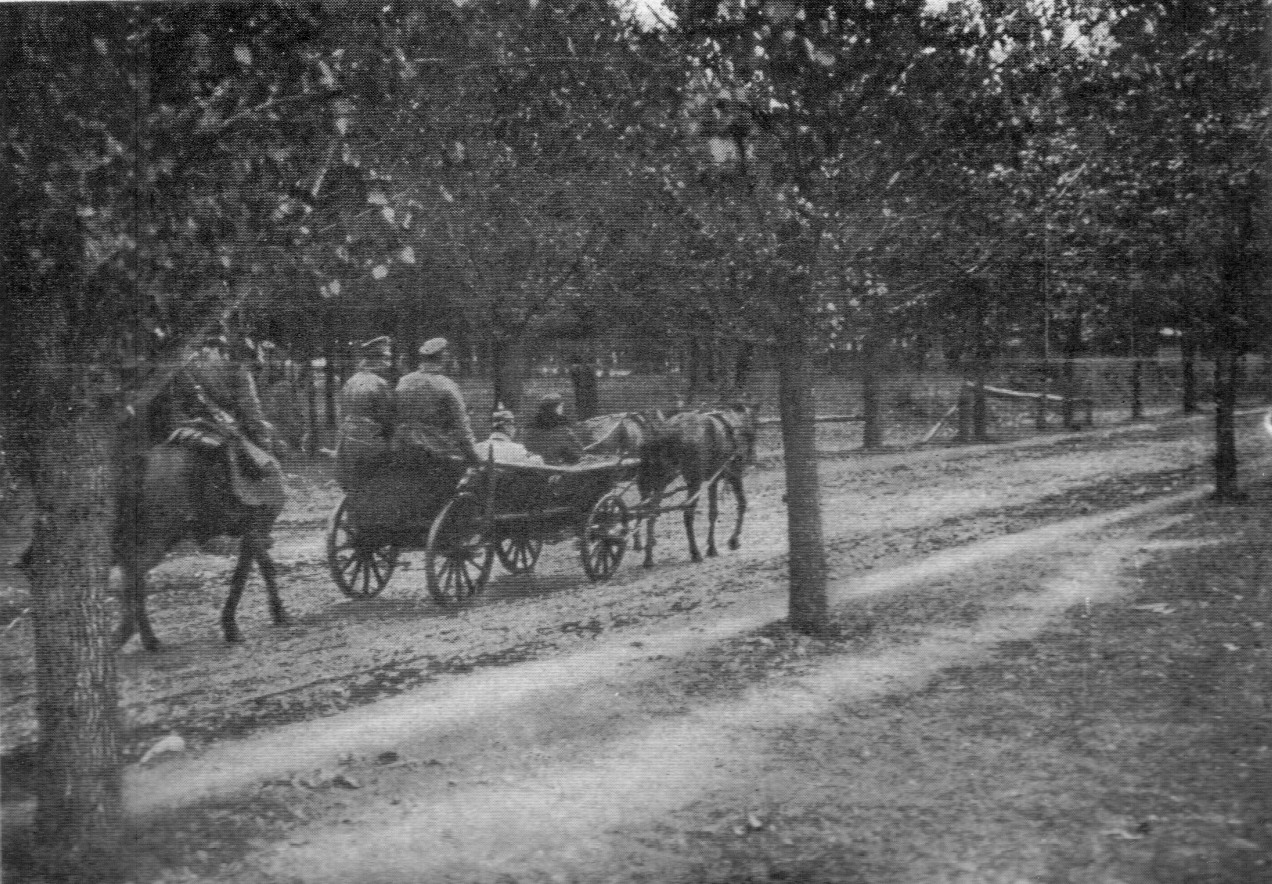
Пленный германский офицер в крепости Осовец.

В сентябре 1914 года к крепости подошли части 8-й германской армии — 40 пехотных батальонов, которые почти с ходу перешли в массированную атаку. Уже к 21 сентября 1914 года, имея многократный численный перевес, немцам удалось оттеснить полевую оборону русских войск до линии, позволявшей вести артиллерийский обстрел крепости.
В это же время из Кёнигсберга немецким командованием к крепости было переброшено 60 орудий калибра до 203 миллиметров. Однако обстрел начался только 26 сентября 1914 года. Через два дня немцы предприняли атаку крепости, но она была подавлена шквальным огнём русской артиллерии. На следующий же день русские войска провели две фланговые контратаки, которые вынудили немцев прекратить обстрел и в спешке отступить, отводя артиллерию.
Первая немецкая атака показала, что укреплённые полевые позиции пехоты в болотистой местности в 2 километрах от форта № 2 расположены слишком близко от самой крепости, а это позволяло противнику вести артиллерийский обстрел. Чтобы отодвинуть укреплённую линию за пределы досягаемости вражеской артиллерии была предпринята попытка строительства новых позиций в 8-10 километрах от крепости. С возобновлением боевых действий в 1915 году их так и не удалось оборудовать. Успели оборудовать только мелкие окопы, в некоторых местах углублённые на высоту полного роста. Недоставало полевых заграждений.

### Второй штурм — февраль-март 1915 года

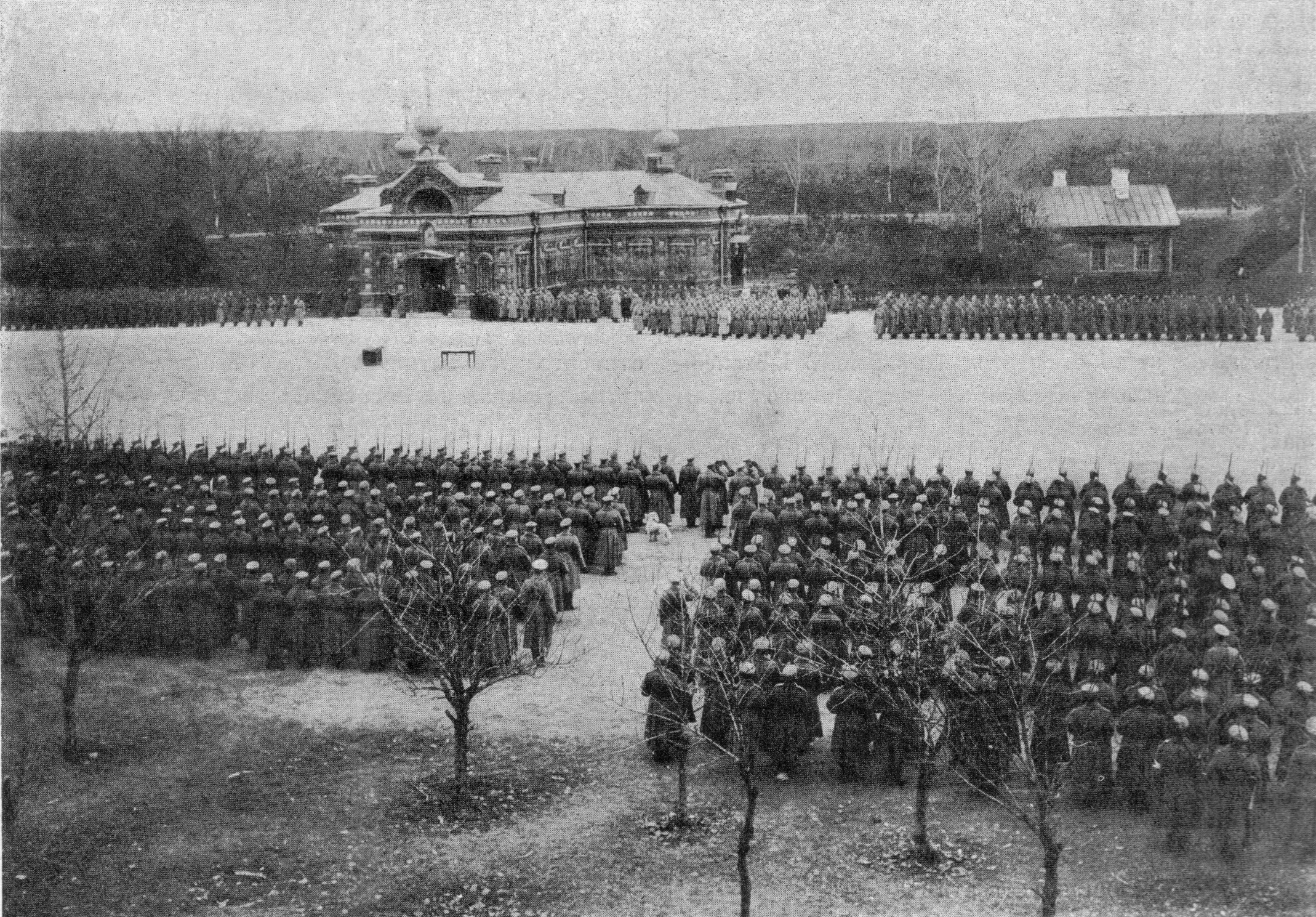
Осовец. Крепостная церковь. Парад по случаю вручения Георгиевских крестов.

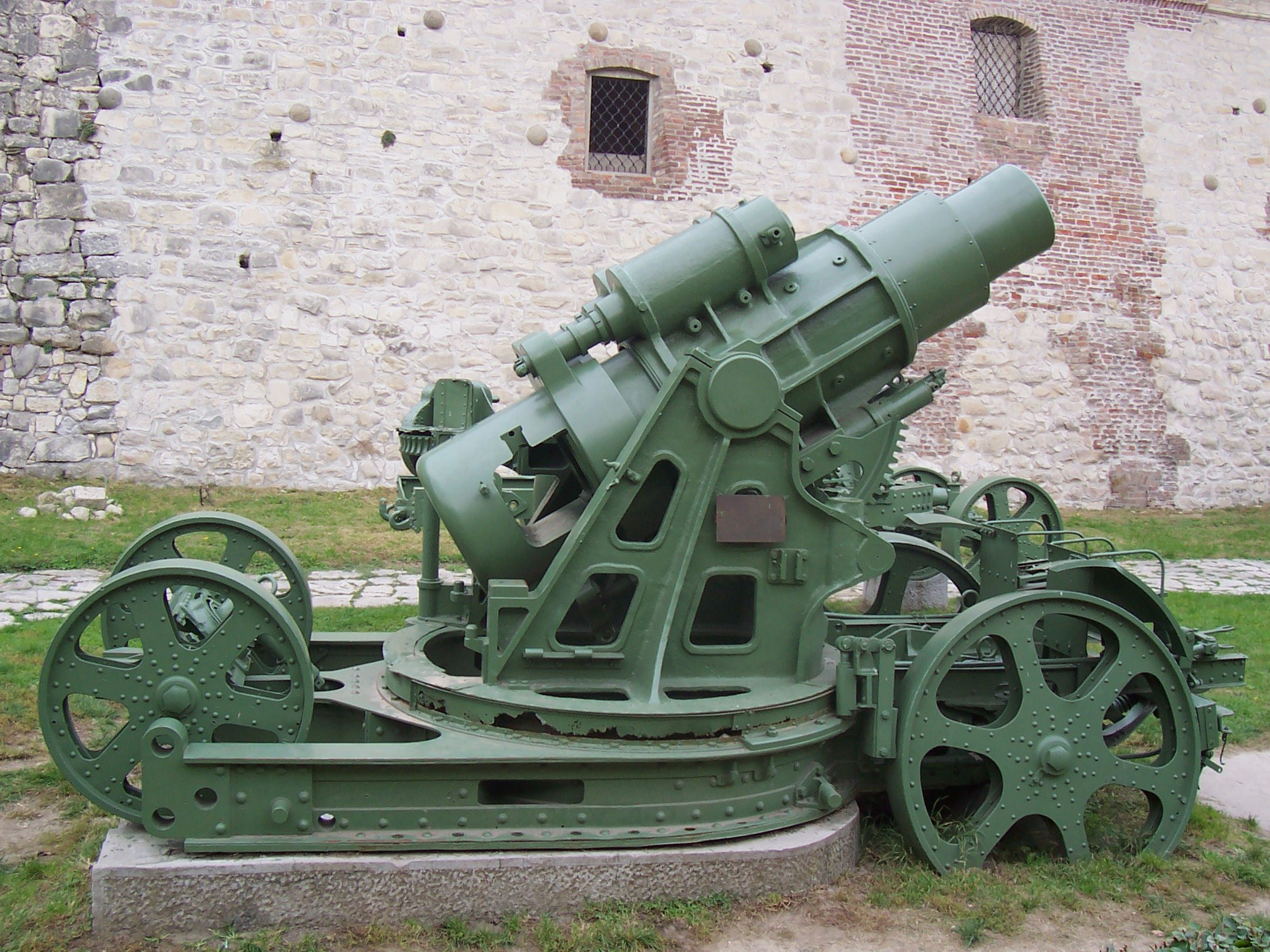
Мортира «Шкода», 1911 г. (Skoda 305 mm Model 1911).

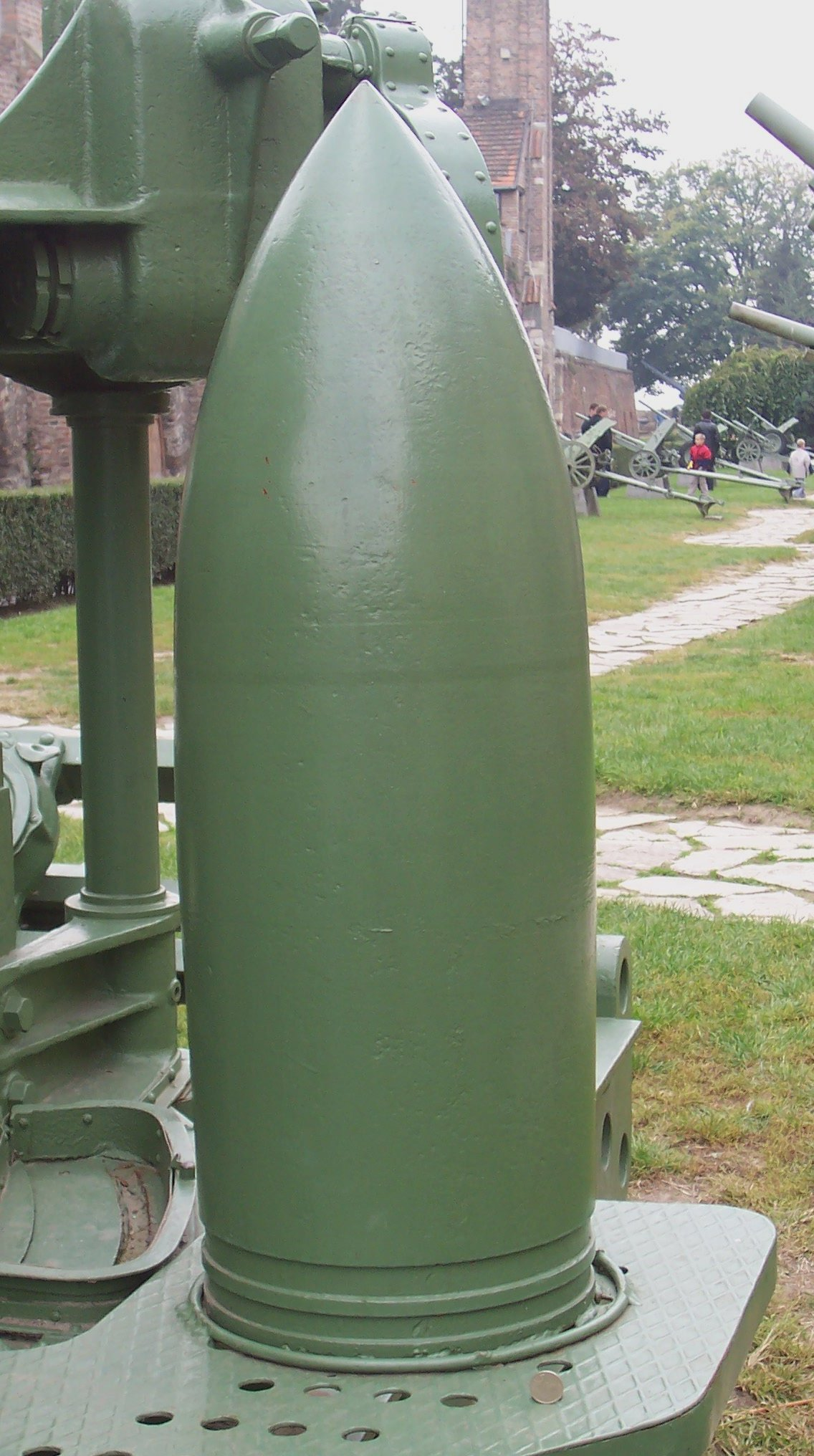
Снаряд мортиры «Шкода».

Вторично линия фронта приблизилась к крепости Осовец зимой 1915 года в результате Мазурского сражения. К началу февраля в район Осовца отошла 57-я пехотная дивизия, прикрывавшая левый фланг 10-й армии. Она и обороняла крепость, оказавшуюся на стыке отходивших 10-й и 12-й русских армий.
3 февраля 1915 года завязался тяжёлый, продолжительный бой за первую линию выдвинутых полевых русских позиций. Русские части в этих трудных условиях сдерживали противника в мелких окопах 5 дней. На помощь 57-й дивизии прибыли 84-й пехотный Ширванский полк и 101-й пехотный Пермский полк, но под натиском превосходящих сил противника, по решению командования гарнизона, в ночь на 9 февраля пехота крепости была отведена ко второй линии полевых укреплений, которые были более подготовлены.
Крепость оборонялась 26 батальонами, 26 полевыми орудиями, 13 сотнями пехотинцев и крепостной артиллерией, в количестве около 69 орудий 42-линейного и 6-дюймового калибров. Из указанного числа батальонов только 11 приходилось на долю первоочередных частей, 7 батальонов было второочередных и 8 батальонов — ополченцев, мало подготовленных для серьёзной обороны крепости.
Крепость осаждала немецкая 11-я ландверная дивизия под командованием генерала Боэнса с приданными ей частями, всего около 26 батальонов, а с учётом резервов осаждающие немецкие войска насчитывали около 40 батальонов. Только тяжёлой артиллерии у немцев было 66-68 орудий.

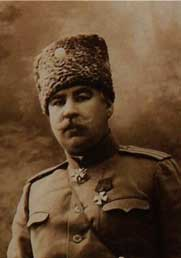
Катаев Константин Васильевич. Начальник 2-го отдела обороны крепости Осовец

В течение следующих двух дней, несмотря на ожесточённые атаки, русские части удерживали оборону. Однако отвод русских подразделений из неподготовленного укрепрайона позволил германской артиллерии уже 13 февраля вновь приступить к обстрелу фортов с применением тяжёлых осадных орудий калибра 100—420 миллиметров. Огонь вёлся залпами по 360 снарядов, каждые четыре минуты. За неделю обстрела по крепости было выпущено 200—250 тысяч только тяжёлых снарядов.

Также, специально для обстрела крепости, немцами были переброшены под Осовец 4 осадные мортиры «Шкода» калибра 305 миллиметров. Сверху крепость бомбили немецкие аэропланы.
Командование генерального штаба, полагая, что требует невозможного, просило командира гарнизона продержаться хотя бы 48 часов. Крепость выстояла ещё полгода.
Несмотря на большие потери в результате обстрела артиллерией, который был наиболее интенсивным 14-16 февраля и 25 февраля — 5 марта 1915 года и привёл к многочисленным пожарам внутри крепости, русские укрепления выстояли. Более того, огнём русских батарей был уничтожен ряд осадных орудий, в том числе две «Большие Берты». После того, как несколько мортир крупнейшего калибра было повреждено, германское командование отвело эти орудия за пределы досягаемости защитников крепости.
Вторая линия выдвинутых позиций также устояла. Эта неудача вынудила командование германской армии перейти и на этом участке фронта к позиционным действиям, которые продолжались до начала июля.

Настроение гарнизона, несмотря на весьма тяжёлые условия, было в высшей степени бодрое и уверенное.
По приказанию коменданта крепости духовой оркестр крепостной артиллерии (вначале и полков, имевших свои оркестры) ежедневно в 7½ часов вечера выходил на центральное убежище и, обратив раструбы в направлении позиций противника, играл: «Коль Славен», как хвала Богу, сохраняющему нас, «Гимн», как выразитель нашей верности Родине и «Марш», как выражение доблести нашей. Мощные звуки, долетая до слуха противника, указывали ему, что твердыня наша несокрушима и гарнизон шлёт ему свой гордый вызов…
…Рельефным выразителем настроения гарнизона и уверенности коменданта крепости в конечной победе могут служить взгляды последнего и отношение к соседней левофланговой армии, наступавшей с целью спасти крепость в середине февраля, когда немцы бомбардировали её 42-сантиметровыми орудиями. Вся Россия, а может быть и весь мир, следя за обороной крошечной крепости, ждали, может быть, что ей не устоять в неравной борьбе; так видимо думал и командующий соседней армией, а потому последний торопился выручить крепость. Но комендант крепости, понимая положение вещей, 17 февраля в 10 часов утра в разгар бомбардировки крепости самыми тяжёлыми калибрами, когда наблюдая со стороны за крепостным районом, над коим беспрерывно поднимались огромнейшие столбы дыма, земли и пр., казалось, что ничто не может устоять силе и интенсивности бомбардировки, посланную оперативную телеграмму начальнику штаба армии заключил следующими словами: «Имея в виду, что на флангах крепости спокойно, верки крепости, артиллерия и гарнизон вполне сохранили обороноспособность, прекрасное настроение духа гарнизона и на то, что несмотря на все попытки неприятеля, нами удерживается Сосненская передовая позиция, осмеливаюсь почтительнейше просить Ваше Высокопревосходительство Командующего армией не приносить лишних жертв для ускоренного освобождения крепости от осаждающего неприятеля», и эта телеграмма дала возможность армии приостановить наступление, так как общее положение на фронте всех армий вынуждало ограничиться только оборонительными действиями, чем была сохранена не одна тысяча человеческих жизней.

### Третий штурм — июль-август 1915 года
В начале июля 1915 года под командованием фельдмаршала фон Гинденбурга германские войска начали широкомасштабное наступление. Его частью был и новый штурм крепости, для которого было сосредоточено:
- 13 — 14 батальонов пехоты,
- 1 батальон сапёров,
- 24 — 30 тяжёлых осадных орудий,
- 30 батарей отравляющего газа.

Со стороны русских передовую позицию крепости Бялогронды — Сосня занимали пять рот 226-го пехотного Землянского полка и четыре роты ополченцев, всего девять рот пехоты.

#### Газовая атака

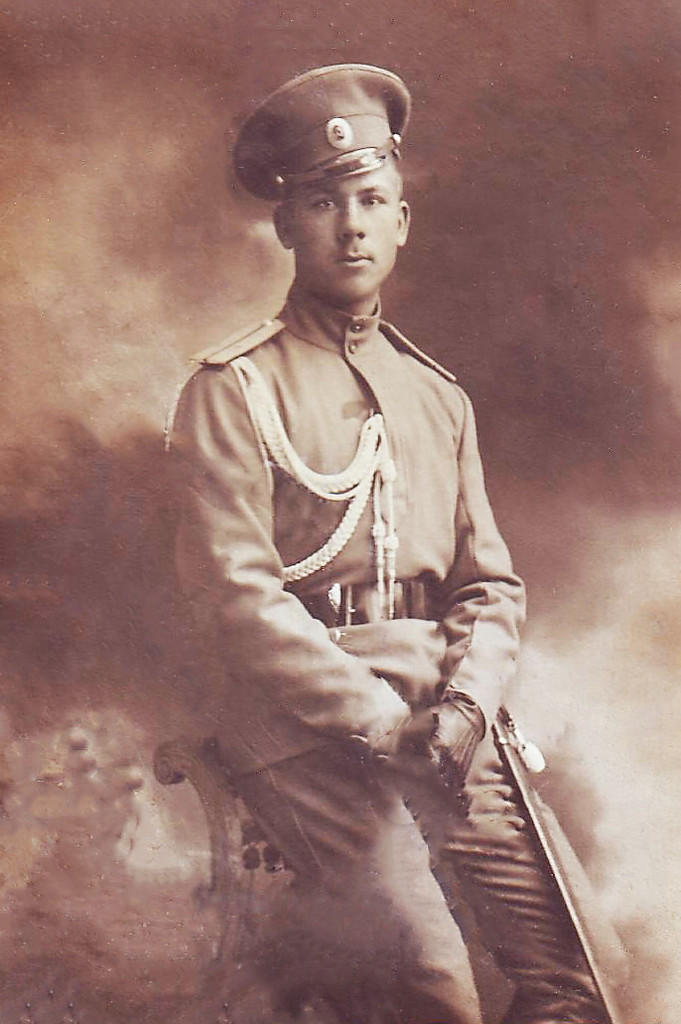
Владимир Карпович Котлинский — командир «Атаки мертвецов»

Более 10 дней немецкое командование ожидало нужного направления ветра, и 24 июля 1915 (6 августа 1915) в 4 часа утра, одновременно с открытием артиллерийского огня, германские части применили против защитников крепости отравляющий газ тёмно-зелёной окраски — смесь хлора с бромом. Газовая волна 9—11 метров в высоту проникала в глубину более чем на 20 км, имела сильное воздействие первые 13 км, после действие газов сильно ослабевало. Имея в начале 2 км в ширину, газовая волна сразу начала сильно расширяться по фронту и уже через 10 км имела ширину 8 км.
Хотя гарнизон и принял все рекомендованные меры по борьбе с газами, они оказались малоэффективны. Сжигание перед окопами пакли и соломы, поливание брустверов известковым раствором, надевание респираторов не помогало, почти все, кто не укрылся в помещениях были смертельно отравлены газом. Вся растительность в крепости почернела и пожухла, трава легла на землю, листья на деревьях пожелтели, лепестки цветов облетели. Все медные предметы, части орудий и снарядов, находящиеся на открытом воздухе покрылись толстым слоем окиси хлора.

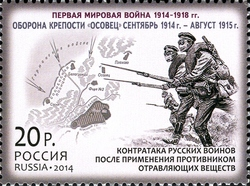
Почта России, 2014 г. Первая мировая война.

Считая, что оборонявший позиции крепости гарнизон мёртв, немецкие части перешли в наступление. В атаку пошли 14 батальонов ландвера — не менее семи тысяч пехотинцев. Когда немецкая пехота подошла к передовым укреплениям крепости, навстречу им в контратаку поднялись оставшиеся защитники первой линии — остатки 13-й роты 226-го пехотного Землянского полка, чуть больше 60 человек. Солдаты сотрясались от дикого кашля, вызванного химическими ожогами лёгких, их лица были обмотаны окровавленными тряпками. Кожа, возможно, имела зеленоватый оттенок, а роговица была темнее обычного, как то бывает при тяжёлых отравлениях хлором. Неожиданная атака и вид атакующих повергли немецкие подразделения в ужас и обратили в бегство.
Хмельковский труд подтверждает, что событие имело место, но говорит на эту тему лишь:

Много было догадок по этому вопросу: говорили, что утром 6 августа немецкая пехота слишком рано пошла в наступление и понесла огромные потери от своих же газов, утверждали, что в 18-м ландверном полку началась паника, были высказаны предположения, что вообще ландверные полки, напуганные непроходимостью болот Бобра, с неохотой шли на штурм крепости, отбивая больше «шаг на месте», чем продвигаясь вперед, и пр.

Несколько десятков полуживых русских бойцов обратили в бегство части 18-го полка ландвера. Атаку поддержала крепостная артиллерия. Позже участники событий с немецкой стороны и европейские журналисты окрестили эту контратаку «атакой мертвецов».
Данный эпизод нашёл своё отражение в работе профессора А. С. Хмелькова: 

Батареи крепостной артиллерии, несмотря на большие потери в людях отравленными, открыли стрельбу, и скоро огонь девяти тяжёлых и двух лёгких батарей замедлил наступление 18-го ландверного полка и отрезал общий резерв (75-й ландверный полк) от позиции.

Начальник 2-го отдела обороны выслал с Заречной позиции для контратаки 8, 13 и 14-ю роты 226-го Землянского полка. 13 и 8-я роты, потеряв до 50 % отравленными, развернулись по обе стороны железной дороги и начали наступление; 13-я рота, встретив части 18-го ландверного полка, с криком «ура» бросилась в штыки. Эта атака «мертвецов», как передает очевидец боя, настолько поразила немцев, что они не приняли боя и бросились назад, много немцев погибло на проволочных сетях перед второй линией окопов от огня крепостной артиллерии. Сосредоточенный огонь крепостной артиллерии по окопам первой линии (двор Леонова) был настолько силён, что немцы не приняли атаки и спешно отступили. — С. А. Хмельков «Борьба за Осовец». Государственное Военное Издательство Наркомата Обороны Союза ССР, Москва - 1939
Помимо мужества гарнизона, главными причинами удачного отражения штурма были: 1) твердость защитников 3-го боевого участка позиции, продолжавших оборону, несмотря на окружение противником — это разрезало фронт атакующих на две изолированные группы, облегчив контратаку; 2) отражение атак на Белогронды, что в значительной степени удалось благодаря поддержке соседнего полка из Буды, парализовавшей охват позиции; 3) своевременное открытие заградительного артиллерийского огня, лишившее противника поддержки резервов в минуту русской контратаки; 4) умелое использование артиллерийского огня для овладения опорным пунктом у двора Леонов.

## Окончание обороны крепости

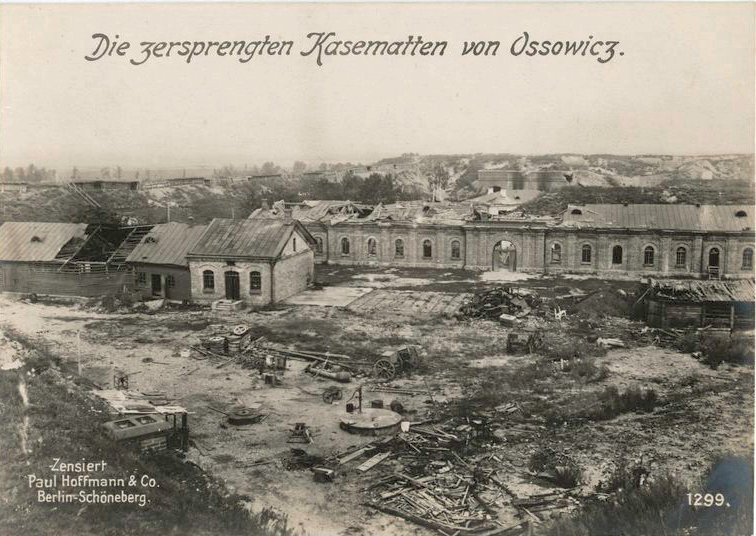
«Разрушенные казематы Осовца». Немецкое фото, август-сентябрь 1915.

В конце апреля немцы нанесли очередной мощный удар в Восточной Пруссии и в начале мая 1915 года прорвали русский фронт в районе Мемеля-Либавы. В мае германо-австрийским войскам, сосредоточившим превосходящие силы в районе Горлице, удалось прорвать русский фронт (см.: Горлицкий прорыв) в Галиции. После этого, чтобы избежать окружения, началось общее стратегическое отступление русской армии из Галиции и Польши. К августу 1915 года в связи с изменениями на Западном фронте, стратегическая необходимость в обороне крепости потеряла всякий смысл. В связи с этим верховным командованием русской армии было принято решение прекратить оборонительные бои и эвакуировать гарнизон крепости. 18 августа 1915 года началась эвакуация гарнизона, которая проходила без паники, в соответствии с планами. Всё, что невозможно было вывезти, а также уцелевшие укрепления были взорваны сапёрами. В процессе отступления русские войска, по возможности, организовывали эвакуацию мирного населения. Вывод войск из крепости закончился 22 августа. 25 августа немецкие войска вошли в пустую, разрушенную крепость.

## Стратегическое значение обороны крепости
Русским защитникам Осовца в Первой мировой войне удалось выстоять практически в тех же условиях, в которых в 1914 году довольно быстро пали почти все бельгийские и французские крепости на Западном фронте. Причиной этого является хорошо организованная оборона выдвинутых позиций, более эффективный контрогонь крепостной артиллерии. Оборона Осовца сорвала планы германского командования на Белостокском направлении по прорыву в стык двух русских армий. Гарнизон крепости почти на год сковал значительные силы немцев.

## Крепость после Первой мировой войны
После Первой мировой войны крепость оказалась на территории независимой Польши и в ней были расквартированы воинские части польской армии. Во время Второй мировой войны в сентябре 1939 г. крепость сначала заняли войска вермахта, но затем вывели их, и её заняли советские войска, вошедшие в Польшу с востока. В крепости были расквартированы части советской 10-й армии. Во время Великой Отечественной войны 27 июня 1941 г. крепость вновь была занята войсками вермахта и использовалась ими, в частности, как склад боеприпасов. 14 августа 1944 г. три форта крепости были заняты советскими войсками в результате Осовецкой операции, но форт № 2 немцы удерживали до января 1945 г., когда началась Висло-Одерская операция. В 1953 г. в крепости был размещён склад боеприпасов ВВС Польши, польские военные склады располагаются в крепости и в настоящее время.

## Бессменный Часовой (легенда)
В 20-х годах в ряде польских и советских изданиях появились заметки о некоем русском солдате, обнаруженном польскими властями в крепости Осовец. Как оказалось, при отступлении сапёры направленными взрывами засыпали подземные склады крепости с амуницией и продовольствием. Когда польские офицеры спустились в подвалы, из темноты по-русски раздалось: «Стой! Кто идёт?» Незнакомец оказался русским. Неся свою службу в строгом соответствии с воинским уставом, часовой заявил, что его может снять с поста только разводящий, а если его нет, то «Государь Император». Часовой сдался лишь после того, как ему объяснили, что той страны, которой он служил, уже давно нет. 9 лет солдат питался тушёнкой и сгущёнкой, не потеряв счёт времени и приспособившись к существованию в темноте. После того, как его вывели, он потерял зрение от солнечного света и был помещён в больницу, а затем — передан советским властям.
Эта популярная в прессе история, тем не менее, на данный момент не имеет точных документальных подтверждений и является легендой.

## В литературе
Валентин Пикуль, «Нечистая сила», часть 6, глава 3:

Под белым флагом парламентёра в крепость Осовец явился германский офицер и сказал подполковнику М. С. Свечникову:
— Мы даём вам полмиллиона имперских марок за сдачу фортов. Поверьте, это не взятка и не подкуп — это простой подсчёт, что при штурме Осовца мы истратим снарядов на полмиллиона марок. Нам выгоднее истратить стоимость снарядов, но зато сохранить сами снаряды. Не сдадите крепость — обещаю вам, через сорок восемь часов Осовец как таковой перестанет существовать!
Свечников ответил парламентёру вежливо:

— Предлагаю вам остаться со мною. Если через сорок восемь часов Осовец будет стоять, я вас повешу. Если Осовец будет сдан, пожалуйста, будьте так добры, повесьте меня. А денег не возьмём!
В 2014 году прошёл всероссийский конкурс «Забытая война». Победитель — Лопухов Семён, работа — повесть «Атака мертвецов».

## В музыке
Обороне крепости посвящены песни:
- Группа «Авентайл» — «Атака мертвецов (Осовец)» (альбом «Слепой Судья», 2012)[14][15]
- Варвара «Варя» Стрижак — «Атака Мертвецов, Или Русские Не Сдаются!» (2012)[16]
- Бард Gitarrik — «Атака мертвецов» (2012)[17]
- Группа «GjeldRune» — «Атака мертвецов» (альбом «Схоронили мы свой край», 2014)[18]
- Группа «Ария» — «Атака мертвецов» (альбом «Через все времена», 2014)[19][20]
- Группа «Путь Солнца» — «Снова в бой — Атака мертвецов» (Посвящена защитникам крепости Осовец) (альбом «Гимны победы, часть 2. Весна 19.16», 2015)[21]
- Группа «Княжая Пустынь» — «Тишину прошлых дней не тревожь…» (Защитникам крепости Осовец) (альбом «Быль», 2016)[22]
- Группа «АрктидА» — «Атака русских мертвецов» (EP «Долг и Право», 2017)[23]
- Группа «Sabaton» — «The Attack of the Dead Men» (альбом «The Great War», 2019)[24]
- Проект «Radio Tapok» — русская кавер-версия песни «The Attack of the Dead Men» (2019)[25] группы «Sabaton»
- Группа «Krite» — «Атака мертвецов» (2017)
- Группа Clockwork Times (CWT) — «Атака мертвецов» (2025)[26]